# Gấu con tinh nghịch
Gấu con tinh nghịch (tiếng Nga: Мишка-задира) là một bộ phim hoạt hình của đạo diễn Pyotr Nosov, ra mắt lần đầu năm 1955.

## Nội dung
Thông qua câu chuyện về những trò đùa vô bổ của chú Gấu con, bộ phim giáo dục trẻ em biết giữ gìn tình bạn, tình đoàn kết để vượt qua mọi khó khăn.